# 居里 (瓦兹省)
居里（法語：Gury，法語發音：[ɡyʁi]）是法国瓦兹省的一个市镇，属于贡比涅区。

## 地理
居里（49°34'12"N, 2°48'2"E）面积5.01 平方千米，位于法国上法蘭西大區瓦兹省，该省份为法国北部内陆省份，北起索姆省，西接厄尔省和滨海塞纳省，南至塞纳-马恩省和瓦兹河谷省，东临埃纳省。
与居里接壤的市镇（或旧市镇、城区）包括：马河畔卡尼、马勒伊拉莫特、普莱西德鲁瓦、里克堡、马河畔鲁瓦。

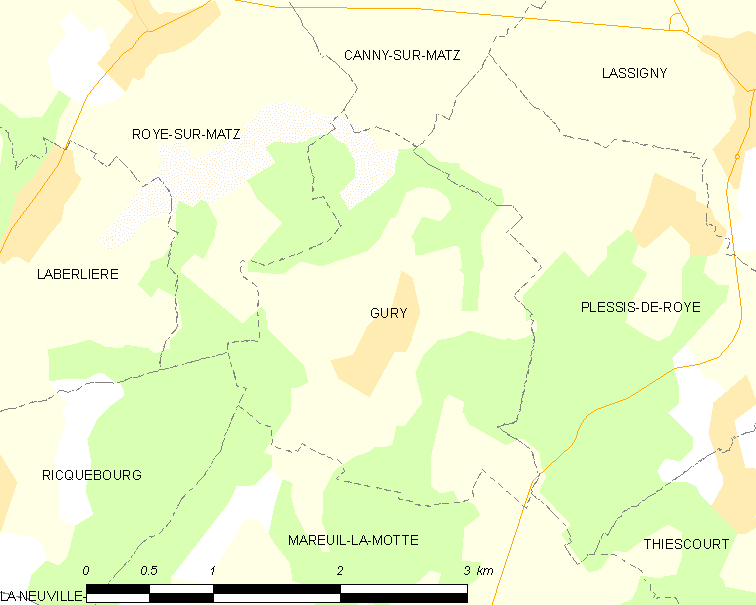
的OSM定位图

居里的时区为UTC+01:00、UTC+02:00（夏令时）。

## 行政
居里的邮政编码为60310，INSEE市镇编码为60292。

## 政治
居里所属的省级选区为图罗特县。

## 人口

1962-2008年间人口变化图示

居里于2022年1月1日时的人口数量为233人。